# Grand Tower Township (comté de Jackson, Illinois)
Grand Tower Township est un township du comté de Jackson dans l'Illinois, aux États-Unis,.